# Туше, Джеймс, 7-й граф Каслхейвен
Джеймс Туше (англ. James Tuchet; 15 апреля 1723 — 6 мая 1769) — британский аристократ, 7-й граф Каслхейвен, 7-й барон Одли из Орье и 5-й барон Одли из Хейли с 1740 года. Старший сын Джеймса Туше, 6-го графа Каслхейвена, и его жены Элизабет Арундел. Унаследовал семейные владения и титулы после смерти отца. Умер неженатым, так что его наследником стал младший брат Джон.